# Die Glamour-Clique
Die Glamour-Clique ist eine Buchreihe von Lisi Harrison aus dem Arena Verlag. Zielgruppe sind junge Mädchen ab 13 Jahren. Die äußere Gestaltung der Bücher ist auf die jugendliche Zielgruppe auch optisch zugeschnitten.

## Bedeutung auf dem Buchmarkt
Auf dem englischsprachigen Buchmarkt wurden Paperbackausgaben von Episoden der Serie in erheblicher Zahl abgesetzt. So verkaufte sich The Invasion of the Boy Snatchers laut Publishers Weekly im Jahre 2005 156.152 mal, The Clique (deutscher Titel: Cinderellas Rache) 2006 249.554 mal, und Best Friends for Never 2007 154.597 mal.
Die Folge Best Friends for Never erreichte zu Beginn des Februars 2005 Platz 9 auf der Bestseller-Liste der Paperback-Jugendbücher der New York Times, verschwand zunächst wieder von der Bestseller-Liste und tauchte dann Ende Februar 2005 auf Rang 7 wieder auf, erreichte im März 2005 noch Rang 10, während zeitgleich die Folge Revenge of the Wannabes (deutsch: Die Stunde der Supermodels) Rang 3 erreichte. Im April 2005 kletterte Best Friends for Never auf den siebten Platz, während sich Revenge of the Wanneabes auf dem dritten Platz hielt. Zu Beginn des Mai 2005 rutschte Best Friends for Never auf den achten Rang, Revenge of the Wannebes hielt den dritten Rang der New-York-Times-Bestsellerliste.

## Handlung
Handlungsort ist die „Octavian Country Day School“ (OCD), eine Luxusschule im Westchester County in der Nähe von New York. Die Buchreihe dreht sich um die namensgebende Clique. Es geht um Glamour, Partys, Intrigen und natürlich auch um Jungs. Die Freundinnen Massie Block, Kristen Gregory, Alicia Rivera, Dylan Marvil und später auch Claire Lyons versuchen alles, um an der New Yorker Luxus-Schule die sogenannten „Trendsetter“ zu sein. Jedes Mädchen auf ihrer Schule will in das angesagte „Schönheitskomitee“, so nennen sie ihre Clique. Doch nicht jede Schülerin ist „in“, und wer „out“ ist, bekommt das zu spüren. Dies betrifft zunächst die aus nicht ganz so reichen Verhältnissen stammende Claire Lyons, die im ersten Band („Cinderellas Rache“) neu an die Schule kommt und sich durchsetzen muss.

## Das Schönheitskomitee
Massie Block: Sie ist die Anführerin der Clique und die Queen der Schule. Massie ist immer top gestylt und hat ein Markenzeichen, ihr goldenes Bettelarmband. Sie hat einen schwarzen Mops namens Bean und ihr Zimmer wird iPad genannt, da es ganz in weiß gehalten ist. Aber schon am Anfang des ersten Bandes will Massie ihr Zimmer in der „königlichen Farbe“ Purpur eindecken. Massie Block ist schlank, hat bernsteinfarbene Augen und dunkelbraune Haare, die sie immer perfekt frisiert hat. Sie bevorzugt auffallend Glossip Girl Lipgloss. Ihre Eltern Kendra und William sind Besitzer eines Country-Clubs. Ihr Freund ist vom 4. bis zum 8. Teil Derrington, sie besprüht ihn mit Chanel No. 19 und reserviert ihn damit für sich. Dasselbe tut sie auch mit Dempsey Solomon. Massie tut alles dafür ihren Ruf aufrechtzuerhalten und gibt selten Fehler zu. Doch Massie ist nicht immer die Zicke, die sie zu sein scheint. Als Claire in die Clique kommen möchte, ist sie diejenige, die es zulässt. Massie ist die sogenannte „Alpha“ der Clique. Im noch nicht existierenden Teil (deutscher Fassung, englisch ist bereits auf dem Markt) freundet sie sich sogar mit Layne Abeley an. Was sie jedoch schon im 1. Band tut, um an ihren Schwarm Chris Abeley heranzukommen. Layne ist nicht sehr beliebt an der Schule mit ihren Klamotten, deshalb verheimlicht Massie sie die "Freundschaft" mit Layne. Sie hält jedoch nicht sehr lange da Massie Block einsehen muss, gegen Chris Freundin Fawne nicht anzukommen.
Alicia Rivera: Sie hat im Schönheitskomitee den „Beta“-Status, Alicia ist wunderschön, und wird als eine Version von Penélope Cruz mit einer besseren Nase beschrieben. Alicia ist Halbspanierin; ihre Mutter Nadia kommt aus Spanien und war früher Supermodel. Ihr Vater heißt Len und ist Anwalt. Aber er tut dennoch so wie ein echter Spanier. Das wird Alicia im Band:
"Die Stunde der Supermodels" zum Vorwurf gemacht und sie muss auch im Teil "Party mit Superstar" sehr darunter leiden keine ganze Spanierin zu sein. Sie ist an Josh interessiert. Sie werden gegen Massies Gesetz in Band "Absolutes Flirtverbot" ein Paar und Alicia riskiert so den Rauswurf aus dem Schönheitskomitee. Am Ende der Buchreihe verliert sie das Interesse an Josh, da er ihr zu dünn ist. Ihre Freundin ist Olivia und zusammen werden sie 20 genannt. Das liegt daran, dass sie von den Jungen der Schule beide zehn Punkte (die Höchstpunktzahl) auf der Schönheitsliste bekommen haben. Olivia wird jedoch schnell ihren Feindin, als sie sich an Josh und die Fußballjungs ranschmeißt. Sie wird deshalb Doof-livia Ryen genannt. Außerdem will Alicia Nachrichtensprecherin werden, weil diese Klatsch auf die edelste Art und Weise verbreiten, was Alicia zu tun liebt. Als Nachrichtensprecherin der Schule wagt sie einen Anfang. Alicia duftet immer nach ihrem Angel-Parfüm. Man könnte sie als perfektes Ralph Lauren-Model bezeichnen, da sie immer nur die Klamotten des Designers trägt. Sie ist Alpha der Heart-Nets (Cheerleader-Gruppe) und Alpha der Soul-M8(eight)s (der ersten jungs-mädchen clique). Massie unterbindet jedoch bald das Alpha-Getue ihrer Beta Freundin.
Kristen Gregory: Sie ist eine Streberin und nur wegen eines Stipendiums an der OCD. Anfangs wusste nur Claire von ihrem Armengeheimnis. Außerdem ist sie sehr sportlich, spielt zum Beispiel in der Fußballmannschaft der OCD. Vor einigen Jahren hat Kristens Vater, ein reicher Kunsthändler, all sein Vermögen verloren, deshalb ist sie mit einem Stipendium an der OCD. Ihre Eltern sind sehr streng und verbieten ihrer Tochter alles, was Geld kostet. Im Band "Kussattacke" schleicht sie sich ins Feriencamp, da ihre Eltern es ihr nicht bezahlten. Doch ihre Freundinnen unterstützen Kristen. Eine von Kristens Macken ist, dass sie ständig Kreuzworträtsel löst. Ihre Mutter erlaubt ihr auch nicht, das zu tragen, was sie will, deshalb muss sie sich immer auf dem Weg zur Schule umziehen. Sie ist mit Dune Baxter zusammen und am Ende von "Finger weg vom Märchenprinzen" bzw. Anfang des nächsten Buches fängt sie an mit Dempsey Solomon (Massies Schwarm) auszugehen, weshalb sie aus MAC (Massie and Crew) rausgeworfen wird.
Dylan Marvil: Sie hat rot-gelockte Haare und ist ständig auf Diäten. Dylan ist die tollpatschige in der Clique, die auch mal rülpst und pupst. Dennoch lieben ihre Freundinnen sie genau deswegen. Sie passt trotzdem gut in die Clique und hift Kristen immer bei ihren Geldproblemen. Sie steht anfangs auf Chris Plovert. Doch sie versaut es sich im Band "Partypanik" durch ihr ständiges gerülpste und gepupse und ist später mit Massie's Ex-Freund Derrington zusammen. Dadurch droht ihr ein Ausschluss aus dem Komitee.
Ihre Mutter Merri-Lee moderiert die Show Nachgefragt, weshalb Dylan viele Stars kennt. Dylan isst ständig und hält sich trotz vieler (gescheiterter) Diäten für zu dick. Später nimmt sie allerdings ab. Dylan hat außerdem eine Schwester, was aber nur im 1. Band erwähnt wird.
Claire Lyons: In den ersten Teilen ist sie sehr unbeliebt bei der Clique, sie wird zum Beispiel „Kuh-laire“ genannt, doch später wird sie Mitglied des „Schönheitskomitees“. Durch eine heimtückische Intrige in der Computer und Chatten eine Rolle spielen bringt sie die Mädchen gegen Massie auf. Jedoch merkt sie den Fehler und verträgt sich mit Massie. Die beiden werden später beste Freundinnen. Sie hat eine Schwäche für Süßigkeiten und trägt gern Turnschuhe. Sie ist schlank, hat blonde Haare, die Haare in manchen Bänden mit Pony, den sie jedoch herauswachsen lässt. Ihr Freund ist vom 3. bis zum 8 Teil Cam. In Band 4 küsst sie Josh Hotz. Außerdem spielt Claire im 6. Teil die Hauptrolle in einem Hollywoodfilm, weshalb ihr eine strahlende Zukunft als Schauspielerin vorausgesagt wird, sie jedoch lehnt weitere Rollen ab.
Claire hat im Gegensatz zu den anderen Mitglieder auch mal Mitleid gegenüber den Opfern, die unter der Clique leiden mussten. Eines davon ist ihre Freundin Layne. Diese wird von der Clique nicht gemocht, doch Claire hält immer zu ihr. Im Band "Es ist so schön ein Biest zu sein" wird sie für kurze Zeit aus dem Schönheitskomitee geworfen. Sie hat im Vergleich zu den anderen wenig Geld und lebt in Massies Gästehaus. Sie ist sehr treu und sie hat die Clique nach ihrem größten Streit wieder zusammengebracht.

## Nebencharaktere
Todd Lyons: Claires kleiner Bruder. In den ersten 8 Bänden ist er 10 Jahre alt und geht in die 5. Klasse. Er hat rote Haare und Sommersprossen. Er „arbeitet“ oft für die Mädchen vom Schönheitskomitee, nicht zuletzt weil sie ihm dafür oft einen Kuss versprechen. Er ist in Massie verliebt.
Klein Nathan: Er ist Todds bester Freund.
Layne Abeley: Claires erste und einzige Freundin außerhalb des Schönheitskomitees. Sie hat einen ungewöhnlichen Geschmack – sowohl was Essen, als auch was Kleidung angeht – und ist deshalb das Gespött von Massie, Alicia, Dylan und Kristen. Sie organisiert zusammen mit Meena & Heather, ihren anderen besten Freundinnen öfters Protestmärsche. Später stellt sich heraus, dass sie heimlich mit Kristen befreundet ist. Sie verliebt sich in Dempsey Solomon und macht gemeinsame Sache mit Massie in Band 15, indem sie Models von der Castingagentur ihrer Tante Peace holt, die sie als Massies neue Freundinnen kaufen. Am Ende merkt sie, dass Massie sie nur benutzt hatte, um die Mädchen zu bekommen, sie selber nichts davon hatte, und erzählt Massie darauf, dass sie sich in Cody aus ihrem Theaterkurs verliebt hat.
Chris Abeley: Laynes 15-jähriger Bruder. In Cinderellas Rache ist Massie in ihn verliebt, bis sie herausfindet, dass er eine Freundin namens Fawn hat, welche ihn in Es ist so schön ein Biest zu sein verlässt, weil er zu viel Zeit mit seinem Pferd Tricky verbringt. Daraufhin verliebt er sich doch noch in Massie, die ihn aber mit Skye verkuppeln muss, um den Schlüssel für einen geheimen Raum zu bekommen.
Cam Fisher: Claires On-Off-Freund. Er hat ein blaues und ein grünes Auge und schwarz-gelockte Haare. Massie war im zweiten und im dritten Band in ihn verliebt, bis sie merkte, dass er eher an Claire interessiert war. Er schenkt Claire oft Gummischlangen, Zimtherzen und selbstgebrannte CDs, er schreibt Claire oft Nachrichten, in denen sie sich "C" nennen. In Band 4 redet er wegen einer Intrige von Nina nicht mehr mit ihr, daraufhin wurde Claire wütend und küsste Josh, in Band 5 vertragen sie sich allerdings wieder. In Band 8 denkt Claire, dass Cam sie mit Nikki, einem Mädchen, das er im Zeltlager kennengelernt hat, betrügt. Als Cam herausfindet, dass sie sein Tagebuch gelesen hat, macht er mit ihr Schluss, doch Claire findet heraus, dass er nicht mit Nikki zusammen ist. In Band 9 ist er dann mit Olivia zusammen, doch am Ende des Buches macht er mit ihr Schluss, und in Band 10 ist er wieder mit Claire zusammen.
Harris Fisher: Cams großer Bruder. Alicia ist in ihn verliebt, bis sie herausfindet, dass er sie nur benutzt, um an Konzertkarten zu kommen. Nachher ist auch Massie kurz in ihn verliebt.
Derick Harrington: Wird von Massie, mit der er zusammen ist, Derrington genannt. Er hat dunkelblondes, meist zerzaustes, Haar und braune Augen. Er ist der Torwart des Briarwood-Fußball-Teams und trägt in den ersten acht Bänden immer nur Shorts. In Buch 8 trennt er sich von Massie, weil er lieber "reifere" Mädchen mag. In Band 10 kommt er heimlich mit Dylan zusammen und wird von Massie freigegeben.
Josh Hotz: In Absolutes Flirtverbot ist er heimlich mit Alicia zusammen. Und er hat Claire geküsst.
Kemp Hurley: In Amors Wettschießen geht er mit Kristen zum Valentinstagstanz. Kristen tut dies nur, damit er sie küsst und sie die Wette gewinnt, dass sie als erste des Schönheitskomitees geküsst wird. In Partypanik geht er mit Dylan zu Skyes Party.
Griffin Hastings: Er ist der Sohn des Besitzers der Pizzakette "Slice of Heaven" Er scheint sensibel zu sein und mag anscheinend auch romantische Bücher, weshalb sich Kristen in ihn verliebt. Später stellt sich aber heraus, dass Griffin solche Bücher nur liest um eine gute Note zu bekommen und in Wirklichkeit ein Horrorfan ist, weshalb er als Chucky die Mörderpuppe und Chucky's Braut mit Kristen zu Skyes Berühmte-Paare-Party gehen wollte.
Dempsey Solomon: War ein HL, bis zu dem Buch Absolutes Flirtverbot in dem sich Massie in ihn verliebt. Claire macht Cam mit ihm eifersüchtig. Schließlich hebt Massie wegen ihrer Verliebtheit die Jungs-Diät für das Schönheitskomitee auf. Doch eigentlich ist er in Kristen verknallt.
Skye Hamilton: Ist die Alpha der 8. Klasse in Buch 7 und 8 und Mitglied der Clique der DSL-Dater. Sie ist zuerst verliebt in Chris Abeley, dann in Dune Baxter.
Olivia Ryan: Eine gute Freundin von Alicia. Sie ist eine „typische“, klischeehafte Blondine. Sie und Alicia werden zusammen die 20 genannt. In Absolutes Flirtverbot ist sie mit Cam Fisher zusammen.
Coral McAdams: Wird wegen ihrer rotgefärbten Haaren „Strawberry“ genannt. Sie war Mitglied der Clique die Alicia in Buch 3 gründen wollte.
Kori Gedman: Sie war Mitglied der Clique die Alicia in Buch 3 gründen wollte.
Nina Callas: Alicias Cousine aus Spanien. Im Band "Amors Wettschießen" verdreht sie vielen Jungs den Kopf, einschließlich Josh, Cam und Derrington. Das Schönheitskomitee denkt sich daraufhin einen Plan aus und blamiert Nina vor der ganzen Schule.
Merri-Lee Marvil: Dylans Mutter und Moderatorin von Nachgefragt. Sie fährt mit den Mädchen in Band 5 auf Klassenfahrt.

## Bände
Die Bücher sind nach Datum geordnet. In jedem Buch werden am Anfang Ort und Zeit der Handlung genannt, z. B.: BEI DEN BLOCKS / DIE KÜCHE / 23 Uhr 49 / 31. August
1. Cinderellas Rache (31. August – 4. Oktober): Sie sind nun in die siebte Klasse gekommen
2. Die Partyqueen (23. Oktober – 13. November)
3. Die Stunde der Supermodels (13. November – 21. Dezember)
4. Amors Wettschießen (24. Januar – 14. Februar)
5. Kussattacke (18. Februar – 25. Februar)
6. Wer ist die Schönste? (2. März – 4. April)
7. Es ist so schön ein Biest zu sein! (4. April – 11. April)
8. Partypanik (11. April – 3. Mai)
9. Die Stylingqueen (8. Juni – 29. Juni): Es geht um Massie in den Sommerferien
10. Skandalgeflüster (29. Juni – 8. Juli): Es geht um Dylan in den Sommerferien
11. Party mit Superstar (8. Juni – 21. Juni): Es geht um Alicia in den Sommerferien
12. Die Flirtprinzessin (17. Juli – 23. Juli): Es geht um Kristen in den Sommerferien
13. Absolutes Flirtverbot (8. September – 18. September): [Schulbeginn der Clique, sie sind nun in der achten Klasse]
14. Finger weg vom Märchenprinz! (21. September – 9. Oktober)
15. Die Poolparty (11. Oktober – 24. Oktober)
16. Das perfekte Date (30. Oktober – 16. November)
17. Glamour Forever (5. Dezember – 17. Dezember)

## Verfilmung
Die Dreharbeiten zu dem Film mit dem Originaltitel The Clique fanden im Februar und März 2008 statt. Der Inhalt orientiert sich am ersten Band. Regie führte Michael Lembeck.
In den USA erschien der Film am 18. November 2008 auf DVD. Unter dem Titel Die Glamour-Clique – Cinderellas Rache wurde der Film am 15. Mai 2009 auf Deutsch veröffentlicht.

### Darsteller
| Rolle           | Schauspieler/in      | deutscher Sprecher |
| --------------- | -------------------- | ------------------ |
| Massie Block    | Elizabeth McLaughlin | Rubina Kuraoka     |
| Claire Lyons    | Ellen Marlow         | Jodie Blank        |
| Dylan Marvil    | Sophie Anna Everhard | Lydia Morgenstern  |
| Alicia Rivera   | Samantha Boscarino   |                    |
| Kristen Gregory | Bridgit Mendler      |                    |
| Todd Lyons      | Dylan Minnette       |                    |
| Layne Abeley    | Vanessa Marano       | Kaya Marie Möller  |
| Chris Abeley    | Keli Price           | David Turba        |

## Blog
Die Autorin Lisi Harrison berichtet wöchentlich Neuigkeiten über die Bücher in ihrem Blog Blah-g.

## Spiel
Das Nintendo-DS-Spiel "Queen Teen – The Clique" von Warner Interactive basiert auf der Buchreihe.